# Radio Viva FM
Radio Viva FM è un'emittente radiofonica FM privata che prevede una programmazione pop e dance.

## Storia
Nasce nel 1998 da un'idea dei fratelli Maioli ed altri tre soci. La copertura si espande grazie all'acquisizione della frequenza di Radio Hit 92 per la bassa bresciana e Brescia. Nel 2001 estende la propria copertura con all'acquisizione di Radio Venere, anche in Trentino-Alto Adige. Sempre nel 2001, subentra a Radio Action sulla frequenza 90.8 Mhz di Roncola coprendo l'area delle province di Bergamo, Cremona, Lodi, Milano, Monza-Brianza, Pavia e Piacenza.
Nel 2007, amplia ulteriormente la propria copertura acquisendo la frequenza 90.9 Mhz di Brunate, nelle provincie di Como, Novara, Varese, Verbania e Vercelli.
La programmazione musicale è prevalentemente pop e dance; sono frequenti le trasmissioni in diretta dalle discoteche. Nel 2013 la radio ha festeggiato i primi quindici anni di attività.

## Ascolti
Dati Audiradio
| Anno | Giorno Medio | Performance |
| ---- | ------------ | ----------- |
| 2002 | 85.000       | /           |
| 2003 | 75.000       | 10.000      |
| 2004 | 96.000       | 21.000      |
| 2005 | 88.000       | 8.000       |
| 2006 | 104.000      | 16.000      |
| 2007 | 106.000      | 2.000       |
| 2008 | 123.000      | 17.000      |
| 2009 | 131.000      | 8.000       |
| 2010 | 117.000      | 14.000      |

Dati Gfk Eurisko/RadioMonitor
| Anno | Giorno Medio | Performance |
| ---- | ------------ | ----------- |
| 2012 | 147.000      | /           |
| 2013 | 158.000      | 11.000      |
| 2014 | 179.000      | 21.000      |
| 2015 | 169.000      | 10.000      |
| 2016 | 196.000      | 27.000      |

Dati RadioTER
| Anno | Giorno Medio | Performance |
| ---- | ------------ | ----------- |
| 2017 | 157.000      | 39.000      |
| 2018 | 172.000      | 15.000      |

## Copertura
Radio Viva FM è ricevibile in cinque regioni del Nord Italia: Emilia-Romagna, Lombardia, Piemonte, Trentino-Alto Adige e Veneto Occidentale. Il canale radio è presente anche in digitale DAB+ nel Trentino e in Piemonte, trasmesso sul canale 12D dalla postazione della Paganella per il Trentino e dalla postazione Maddalena per Torino-Cuneo. Si può seguire anche in streaming, dal sito web o tramite applicazione mobile.

## Frequenze
La radio è ascoltabile su molteplici frequenze in FM, a seconda della zona in cui si è situati:
| Regione             | Provincia       | Frequenze |
| ------------------- | --------------- | --- |
| Emilia-Romagna      | Bologna         | 107.7 |
| Emilia-Romagna      | Modena          | 107.7 |
| Emilia-Romagna      | Parma           | 90.8 – 107.7 |
| Emilia-Romagna      | Piacenza        | 90.8 – 92.0 – 107.7 |
| Emilia-Romagna      | Reggio Emilia   | 107.7 |
| Lombardia           | Bergamo         | 90.8 |
| Lombardia           | Brescia         | 88.6 – 92.0 – 92.5 – 92.7 – 94.9 – 95.4 – 95.5 – 97.9 – 98.2 – 101.7 – 101.4 – 107.7                                                                                       |
| Lombardia           | Como            | 90.9 |
| Lombardia           | Cremona         | 90.8 – 92.0 – 95.4 |
| Lombardia           | Lecco           | 87.7 |
| Lombardia           | Lodi            | 90.8 |
| Lombardia           | Mantova         | 92.0 – 107.7 |
| Lombardia           | Milano          | 90.8 |
| Lombardia           | Monza e Brianza | 90.8 |
| Lombardia           | Pavia           | 90.8 |
| Lombardia           | Varese          | 90.7 – 90.9 |
| Piemonte            | Biella          | 90.9 |
| Piemonte            | Novara          | 90.9 |
| Piemonte            | Vercelli        | 90.9 |
| Trentino-Alto Adige | Bolzano         | 95.9 - 96.9 |
| Trentino-Alto Adige | Trento          | 90.0 – 91.7 – 91.8 – 94.1 – 94.2 – 94.5 – 94.7 – 94.9 – 95.6 – 95.9 – 96.1 – 96.5 – 96.6 96.9 – 97.3 – 98.0 – 98.2 – 100.0 – 100.7 – 102.0 – 102.8 – 103.1 – 105.9 – 107.9 |
| Veneto              | Verona          | 92.0 – 95.5 – 107.7 |

## Conduttori
- Alan Caligiuri
- Alex Morelli
- Clara Ventura
- Emanuele Monastero
- Federica Toninato
- Francesco Martinelli
- Francesco Nasti
- Ilario Pangrazi
- Marco Vivenzi
- Pietro Civera
- Riccardo Desi
- Stefano Sani
- Vincenzo Giuliana

### Conduttori storici
- Arianna Polgatti
- Davide Gubi
- Giusi Legrenzi
- Ivan Bendotti
- La Chicca
- Maddalena Damini
- Manuela Doriani
- Marco Massolini
- Monia Braga
- Paola Rosati
- Paolo Simonetti
- Rudy Freddini
- Simone Palmieri
- Supermario

## Staff
- Alberto Casella
- Alex Stan
- Deborah Cervi
- Domus D
- Jenny Dee
- Lou Albert
- Luca Maioli
- Luisa Maioli
- Mattia Moretti
- Maurizio Bonori
- Michela Solini
- Simone Dei Tos
- Umberto Balzanelli